# Värmlandstrafik
Värmlandstrafik är en förvaltning inom Region Värmland och är trafikorganisatör på uppdrag av den regionala kollektivtrafikmyndigheten som är organiserad inom Region Värmland. Värmlandstrafik sköter tillsammans med olika samarbetspartners persontrafik med tåg, buss och specialfordon i linjetrafik samt anropsstyrd trafik och servicetrafik. Enligt Kollektivtrafikbarometern 2020 är 80 procent av resenärerna i länet nöjda med kollektivtrafiken vilket placerade Värmland på plats 15 av 22, strax över det nationella snittet av 79 procent, medan Karlstadsbuss fått bäst kundnöjdhet i landet med 90 procent. 
Värmlandstrafik har sina kontor i Munkfors och Karlstad.
Förvaltningen bildades 1 januari 2019 genom att verksamheten i Värmlandstrafik AB överfördes till Region Värmland. Samtidigt överfördes ansvaret för tätortstrafiken i Karlstad från Karlstads kommun till Region Värmland. Den delen av trafiken bedrevs fram till 10 december 2022 under varumärket Karlstadsbuss.
Den 26 september 2022 började Värmlandstrafik sätta dubbeldäckare i trafik, främst på linjerna 500, 700 och 800. Skälet är att många passagerare reser med dessa och de nuvarande bussarna inte haft kapacitet och man har blivit tvingade att köra med dubbla. En dubbeldäckare har 80 sittplatser och klarar på det stora hela av trycket på linjerna, och man slipper köra två bussar efter varandra på samma linje.

## Bilder

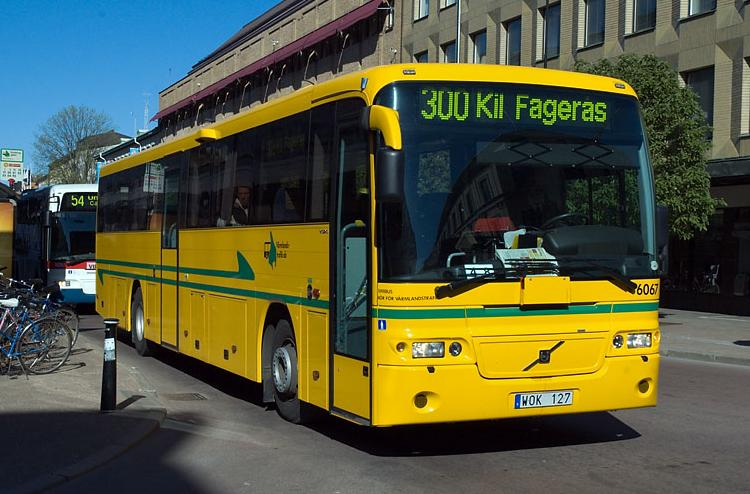
En äldre landsbygdsbuss som går mot Fagerås.
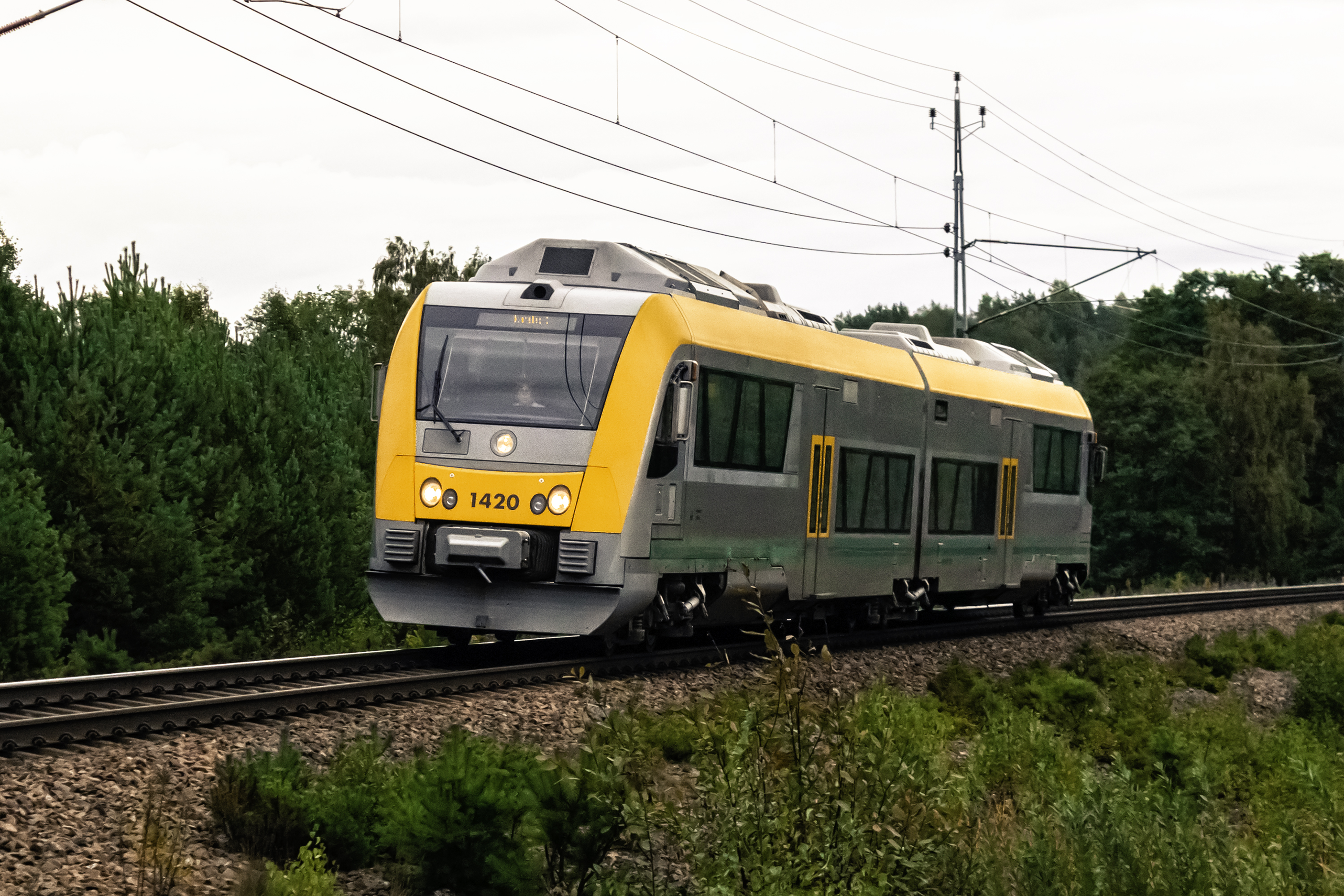
En av Värmlandstrafiks Itinomotorvagnar vid Alster.